# Los Volcanes
Los Volcanes är en ort i Mexiko.   Den ligger i kommunen Playas de Rosarito och delstaten Baja California, i den nordvästra delen av landet, 2 300 km nordväst om huvudstaden Mexico City. Los Volcanes ligger 211 meter över havet och antalet invånare är 783.
Terrängen runt Los Volcanes är kuperad åt nordost, men åt sydväst är den platt. Havet är nära Los Volcanes åt sydväst.  Närmaste större samhälle är Rosarito, 5,9 km nordväst om Los Volcanes. Omgivningarna runt Los Volcanes är i huvudsak ett öppet busklandskap.